# Scleroptila
Scleroptila är ett släkte med fåglar i familjen fasanfåglar inom ordningen hönsfåglar. Det omfattar nio arter:
- Halsbandsfrankolin (S. streptophora)
- Rödvingad frankolin (S. levaillantii)
- Kwanzafrankolin (S. finschi)
- Höglandsfrankolin (S. psilolaema)
- Elgonfrankolin (S. elgonensis)
- Gråvingad frankolin (S. afra)
- Oranjefrankolin (S. gutturalis)
- Miombofrankolin (S. shelleyi)
- Zambiafrankolin (S. whytei)

Tidigare fördes alla frankoliner till ett och samma släkte, Francolinus. Ett flertal DNA-studier har senare visat att de inte är varandras närmaste släktingar och delas därför nu upp i fyra eller fem släkten: Francolinus i begränsad mening, Dendroperdix (inkluderas ibland i Francolinus), Scleroptila, Peliperdix och Pternistis. Arterna i de fyra första släktena står förhållandevis nära varandra och hör till en grupp fåglar där även djungelhöns (Gallus) och bambuhöns (Bambusicola) ingår. De i Pternistis å andra sidan är mer släkt med vaktlar (Coturnix), snöhöns (Tetraogallus) och hönsfåglarna i Alectoris.